# 놈 호아 쭈오이

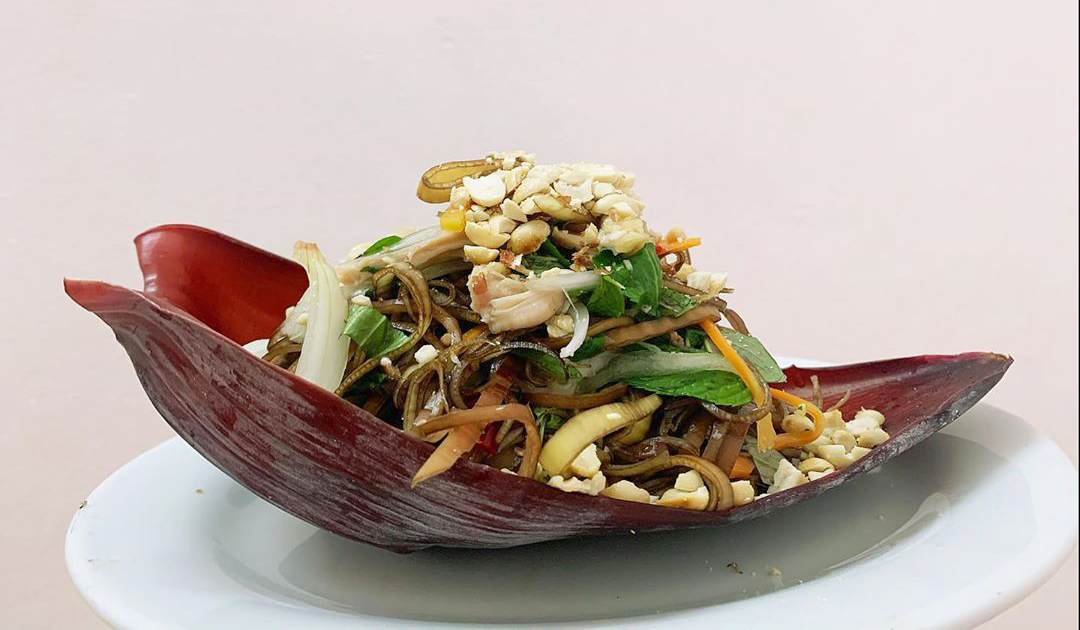
놈 호아 쭈오이

놈 호아 쭈오이(베트남어: nộm hoa chuối) 또는 고이 밥 쭈오이(베트남어: gỏi bắp chuối)는 베트남의 바나나꽃 요리이다. 베트남식 샐러드인 놈의 하나로, 베트남 북부에서는 마른새우, 삶은 삼겹살, 데친 숙주나물 등을 쓰며, 그 외에도 카람볼라, 연밥, 볶은 땅콩, 여러 가지 허브가 들어간다. 베트남 남부에서는 찢은 닭고기와 삶은 돼지껍데기, 삶은 민물 새우, 양파, 라우람 등을 쓴다.